# Amblyjoppa cognatoria
Amblyjoppa cognatoria là một loài tò vò trong họ Ichneumonidae.